# Buchnera prorepens
Buchnera prorepens är en snyltrotsväxtart som beskrevs av Adolf Engler och Gilg.. Buchnera prorepens ingår i släktet Buchnera och familjen snyltrotsväxter. Inga underarter finns listade i Catalogue of Life.